# Giuseppe Maria Terreni
Giuseppe Maria Terreni (Livourne, 1739 - Livourne, 1811) est un peintre italien, qui fut principalement actif dans sa ville natale et Florence.

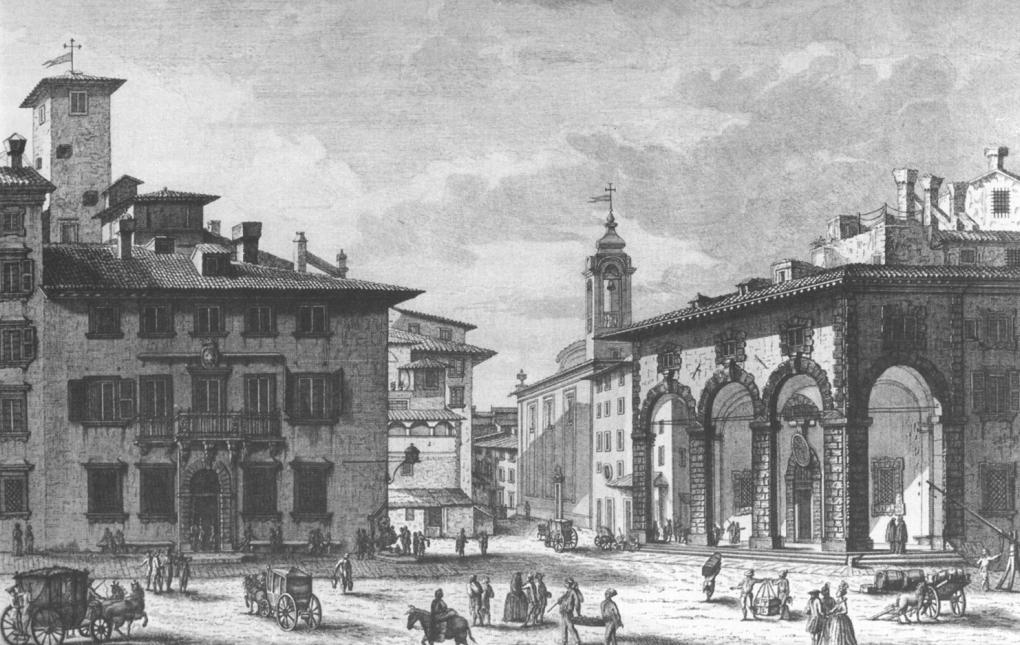
Giuseppe Maria Terreni, Vue de Livourne.

## Biographie
Giuseppe Maria Terreni fut particulièrement actif dans sa ville natale, dans lequel il peignit de nombreuses fresques. Il l décora à fresque la chapelle du Très Saint Sacrement de la Cathédrale de Livourne (1716), avec le Triomphe de l'Eucharistie, dans la coupole, et Espérance, Charité, Foi et Religion, dans les voûtes; ainsi que quatre toiles du confessionnal : Saint Jérôme, Saint Augustin, Saint Grégoire et Saint Ambroise. Cependant, ces fresques furent détruites à la suite de la Seconde Guerre mondiale. Il a aussi décorée la  coupole du Sanctuaire de Montenero.
Il peint la Gloria di San Tommaso d'Aquino dans l'une des chapelles de l'Église Sainte-Catherine de Livourne, dans le quartier de Venezia Nuova et, en collaboration avec Antonio Niccolini, il travaille à la décoration du Teatro degli Avvalorati. Ces fresques furent détruites pendant la Seconde Guerre mondiale.
En 1794 il travailla dans la chapelle du Rosaire de la Chartreuse de Pise (Chartreuse de Calci). À la fin du XVIIIe siècle, en collaboration avec Giuseppe Castagnoli, il a décoré la Salle des Niches au Palais Pitti, à Florence, et de 1793 à 1794, il a travaillé à la chapelle du Rosario de la Certosa di Calci (it)
Il utilisa également l'aquarelle et la gravure, pour réaliser des portraits.
Entre 1783 et 1785, il réalisa la Collection des plus belles vues de la ville et du port de Livourne, dix-huit vedute dans lesquelles émerge l'influence de Giuseppe Zocchi et de Jacob Philipp Hackert. L'œuvre, très appréciée par le grand-duc Léopold II, fut mise en vente en 1814.

## Œuvre
Peintures
- Triomphe de l'Eucharistie, coupole de la Cathédrale de Livourne, (détruite en 1944)
- L'Espérance, La Charité, La Foi  et La Religion, voûtes (détruites en 1944)
- Saint Jérôme, Saint Augustin, Saint Grégoire et Saint Ambroise, confessionnal de la cathédrale de Livourne
- Gloire de Saint Thomas d'Aquin, Église Sainte-Catherine, Livourne
- Décoration de la Salle des Niches, Palais Pitti
- Décoration de la  Villa di Poggio Imperiale (1777-1790)
- Ornements de la coupole du Sanctuaire de Montenero (Sanctuaire della Madonna delle Grazie]), Livourne
- Décoration de la cappella del Rosario (1794), Chartreuse de Pise
- Fête au Sanctuaire de Montenero (1774), Galerie d'art Albright-Knox, Buffalo, New York.

Graphique
- Fête au Parc des Cascine en l'honneur du grand-duc Ferdinand III de Lorraine (1791), tempera sur carton, 67 × 123 cm, Musée du Vieux Florence[1]
- Collection des plus belles vues de la ville et du port de Livourne (1783-1785)

## Images (gravures)

Vedute della città e porto di Livorno
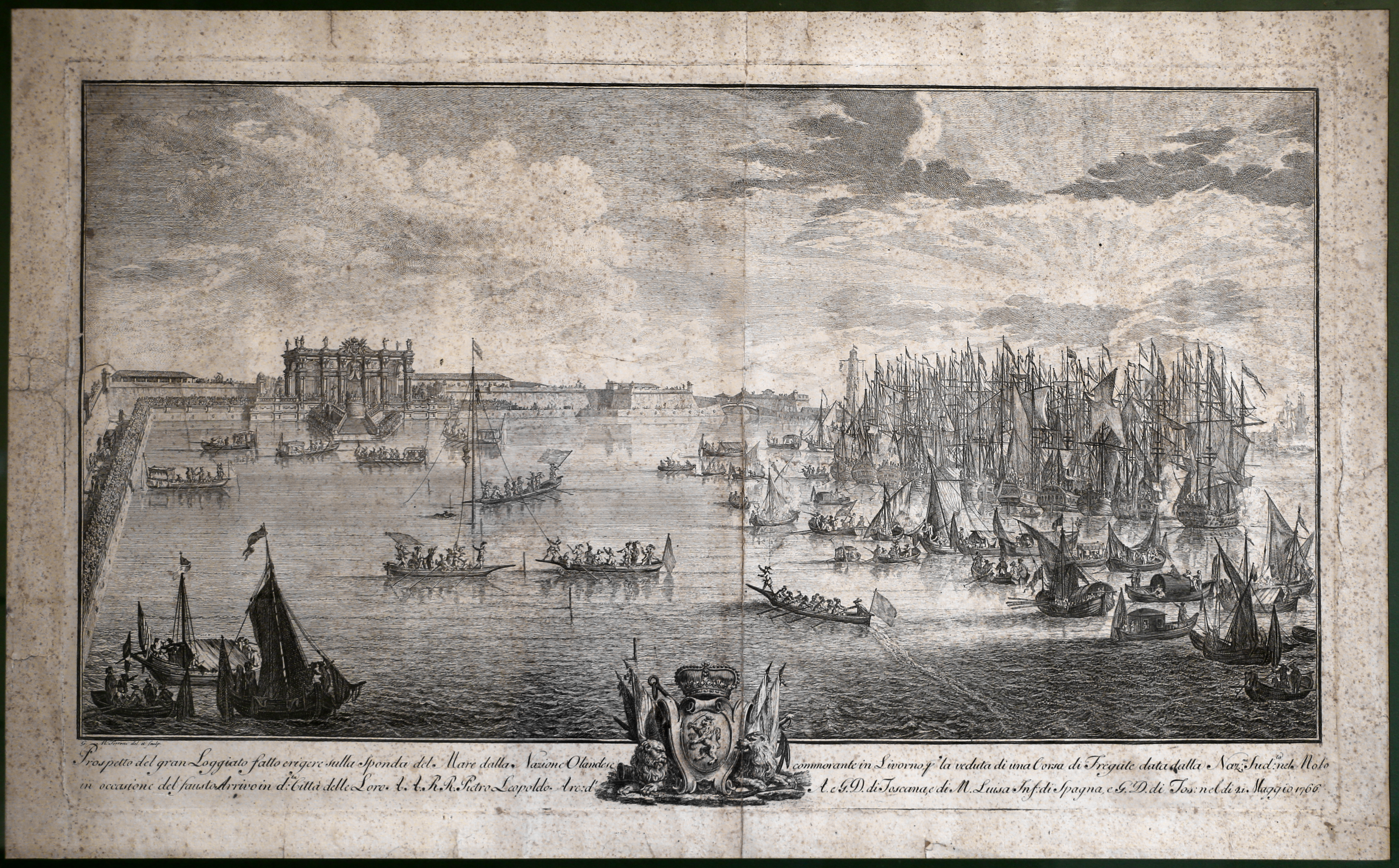
Prospetto del gran loggiato fatto erigere sulla sponda del mare dalla nazione olandese
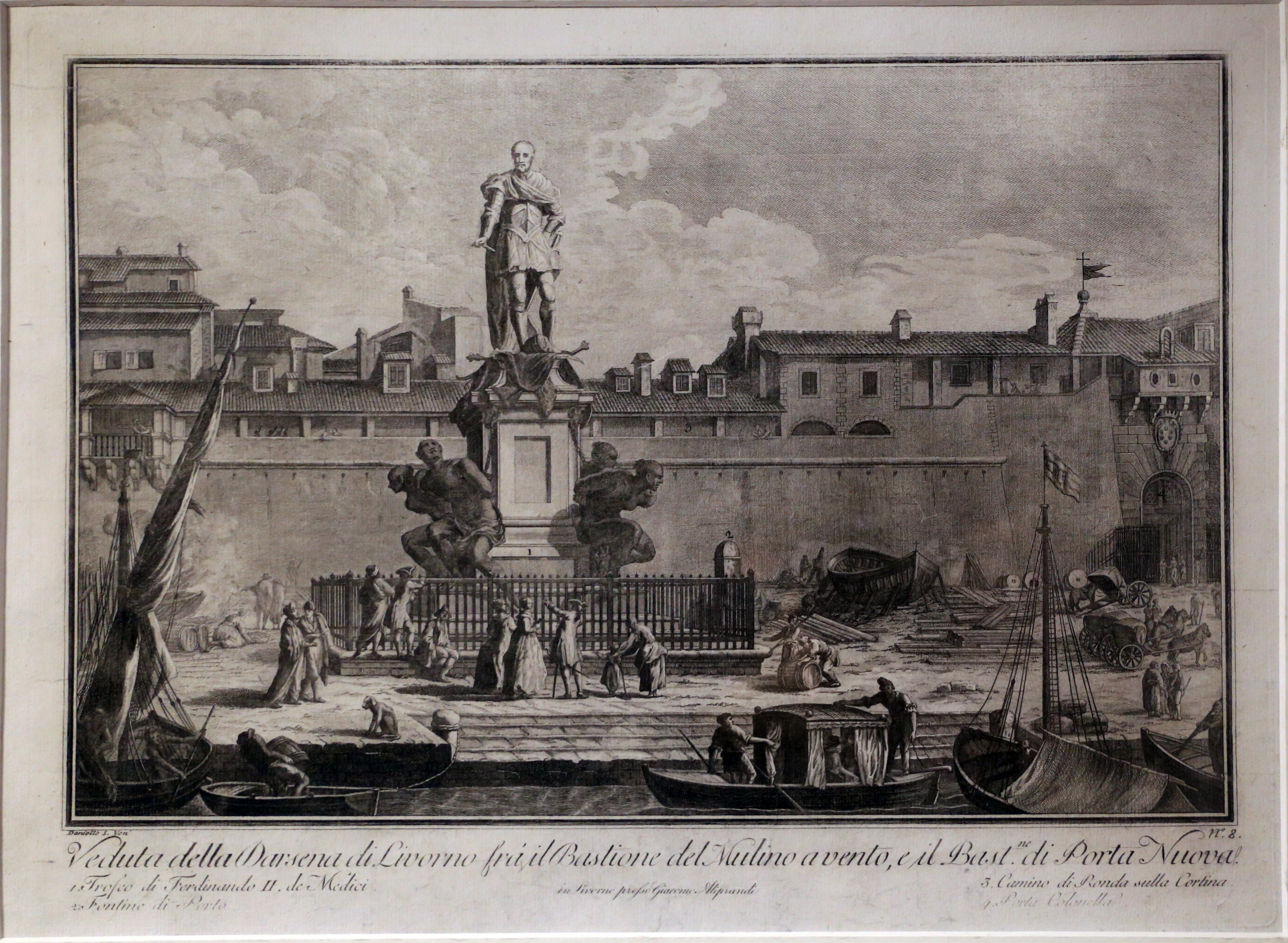
Veduta della Darsena di Livorno
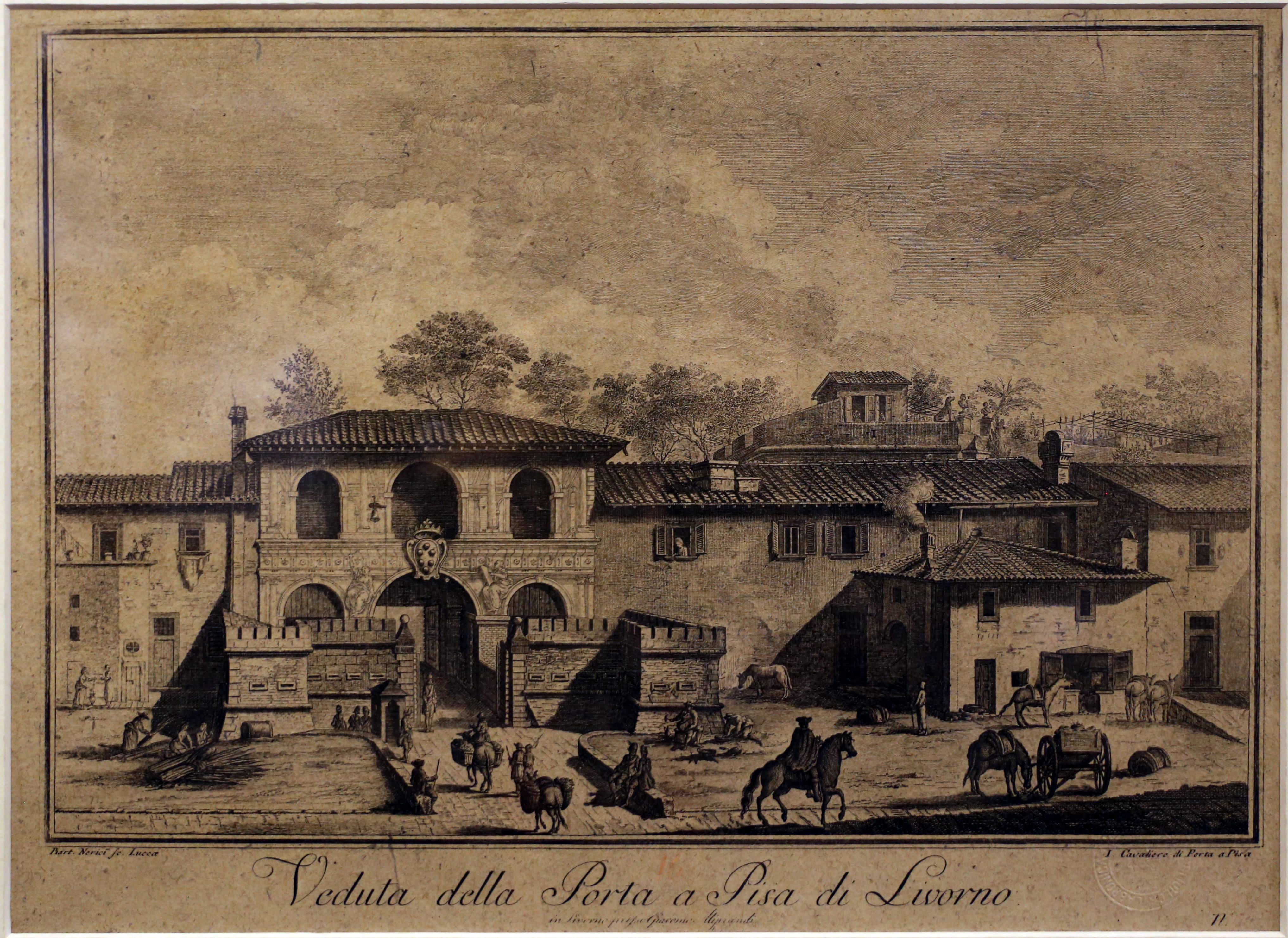
Veduta della porta a Pisa a Livorno